# 나에마 리치
나에마 리치(프랑스어: Nahéma Ricci, 1997년 ~ )는 캐나다 퀘벡주 출신의 배우이다. 2019년 영화 《안티고네》의 주인공 안티고네 히포노메 역으로 출연했다.

## 출연 작품
- 안티고네 (2019)